# Fumaria atlantica
Fumaria atlantica är en vallmoväxtart som beskrevs av Heinrich Carl Haussknecht. Fumaria atlantica ingår i släktet jordrökar, och familjen vallmoväxter. Inga underarter finns listade i Catalogue of Life.